# تعدد الزوجات في تونس
أصبحت تونس أول دولة عربية تلغي رسميا تعدد الزوجات في عام 1956،  ولقد حصلت في نفس العام على الاستقلال رسميا. في العصر الحالي، تونس لا تزال واحدة من الدول القلائل ذات الأغلبية الإسلامية التي حظرت قانون تعدد الزوجات، تركيا حاليا تفكر في إلغاء التعدد أيضا.يعاقب في تونس القادم على تعدد الزوجات بعقوبات زجرية تصل حد السجن والخطايا كعامل ردع لتقليل الظاهرة ونزعها من المجتمع وتضمنت مجلة الأحوال الشخصية تفاصيل و العقوبات المنصوص عليها وحالات تطبيق القانون.